# Pituna obliquoseriata
Pituna obliquoseriata är en fiskart som beskrevs av Costa 2007. Pituna obliquoseriata ingår i släktet Pituna och familjen Rivulidae. Inga underarter finns listade i Catalogue of Life.